# Pińczata
Pińczata – wieś w Polsce położona w województwie kujawsko-pomorskim, w powiecie włocławskim, w gminie Włocławek.
W latach 1975–1998 miejscowość administracyjnie należała do województwa włocławskiego.